# Saïd El Khadraoui
Saïd El Khadraoui (Lovanio, 9 aprile 1975) è un politico belga, membro del Partito Socialista Differente.
Tra il 2001 e il 2003 è stato assessore di Lovanio. Tra il 2003 e il 2014 è stato europarlamentare.

## Biografia
El Khadraoui è figlio di padre marocchino e madre belga di Lovanio. Ha frequentato il Sint-Pieterscollege a Lovanio e ha studiato storia moderna presso la Katholieke Universiteit Leuven. Nel 1997 si è laureato e nel 1998 ha completato la sua formazione supplementare in relazioni internazionali.
Nel 1994 El Khadraoui è stato membro per sei anni del Consiglio comunale di Lovanio. Dopo la laurea ha ottenuto un lavoro come impiegato nell'ufficio dell'allora vice-primo ministro e ministro degli Interni Louis Tobback e dopo le sue dimissioni, nell'ufficio del suo successore, Luc Van den Bossche. Dopo le elezioni del 1999 è stato un paio di mesi responsabile dell'ufficio di Johan Vande Lanotte, in quel periodo ministro del bilancio, dell'integrazione sociale e dell'economia sociale. Corse nello stesso anno per il Parlamento europeo, ma non riuscì ad ottenere abbastanza voti.
Nell'ottobre del 1999, ha fatto carriera nel servizio diplomatico e ha completato una parte della sua formazione a New York. Alle elezioni comunali del 2000 El Khadraoui ha ottenuto 1.306 voti ed è stato nominato all'inizio del 2001 assessore a Lovanio. Nel 2003 è stato eletto per la circoscrizione di Lovanio alla Camera dei rappresentanti belga. Dopo le dimissioni della deputata Kathleen Van Brempt dal Parlamento Europeo il 7 ottobre 2003 è diventato eurodepuato per la sp.a ed è stato confermato in carica nelle elezioni europee del 2004 e nelle elezioni europee del 2009. È membro del Gruppo socialista al Parlamento europeo e della commissione per i trasporti e il turismo e della delegazione della commissione di cooperazione parlamentare UE-Armenia, UE-Azerbaigian e UE-Georgia.
Dal 2003, El Khadraoui è anche membro del direttivo nazionale della sp.a e dal 2007 è il suo segretario per gli affari internazionali.